# Radical 73
Le radical 73, qui signifie dire, est un des 35 des 214 radicaux chinois répertoriés dans le dictionnaire de Kangxi composés de quatre traits.
Le caractère Unicode de 曰 est 66F0.

## Caractères avec le radical 73
| nombre de traits          | caractères     |
| ------------------------- | -------------- |
| Sans trait supplémentaire | 曰             |
| 1 traits supplémentaires  | 曱             |
| 2 traits supplémentaires  | 曲 曳          |
| 3 traits supplémentaires  | 更 曵          |
| 4 traits supplémentaires  | 曶             |
| 5 traits supplémentaires  | 曷             |
| 6 traits supplémentaires  | 書 曺          |
| 7 traits supplémentaires  | 曹 曻 曼 曽    |
| 8 traits supplémentaires  | 曾 替 最 朁 朂 |
| 9 traits supplémentaires  | 會             |
| 10 traits supplémentaires | 朄 朅          |
| 12 traits supplémentaires | 朆             |
| 17 traits supplémentaires | 朇             |